# 空軍志航基地
空軍志航基地為一座位在臺灣省臺東縣臺東市富豐里的軍用機場，隸屬於中華民國空軍。志航基地又稱為志航機場，場區位在臺東市區北方，跑道橫跨在海岸山脈終端都蘭山與猴山之間，該座機場為軍事專用機場，主要由中華民國空軍第七戰術戰鬥機聯隊管理，並無提供任何民航機起降，臺東地區之民航機起降業務則是由志航基地之南方的臺東豐年機場負責。
目前為中華民國空軍第七戰術戰鬥機聯隊駐紮地，也是中華民國國軍F-5E、F-5F（虎II式，Tiger II）戰鬥機機隊唯一的進駐基地，因此志航基地又有老虎之家的別稱。

## 空軍司令部派駐單位
- 空軍第七戰術戰鬥機聯隊（原第737戰術戰鬥機聯隊、空軍第七飛行訓練聯隊）：臺東志航空軍基地（聯隊長少將、副聯隊長上校）
  - 第四四戰鬥機中隊（F-5E/F）24架
  - 第四五戰鬥機中隊（F-5E/F）24架
  - 第四六戰鬥機中隊（F-5E/F）24架，已於2012年（民國101年）裁撤
  - 空軍第七修護補給大隊
  - 空軍第七基地勤務大隊
  - 憲兵第七中隊
- 空軍防空暨飛彈指揮部
  - 空軍防空飛彈第七九二旅
    - 第六一三營第三連：（天弓三型防空飛彈）

## 歷史
志航基地該地區在臺灣日治時期時並無任何機場之設置，而當時台灣總督府方面原訂計畫將志航基地所在區域利用炸藥挖空建立大型商港，後因太平洋戰事爆發而作廢。
1960年代時，時任中華民國總統蔣中正有鑑於臺灣所處在之國際戰略地位重要性，並且在對大陸地區的作戰態勢上，因臺灣海峽過於窄小，西部各重要之軍事基地完全暴露於當時中國人民解放軍的雷達監視之下，讓各項空軍之戰術行動易失去其隱密性，十分不利於空軍戰力的保存。加上當時中華民國國軍的空軍主力戰機皆部署在臺灣西部，使得臺灣西部地區的飛行空域因戰機過多，容易在飛行訓練上產生不利因素。
因此，中華民國國防部在臺灣東部地區尋找地勢平坦可作為軍用機場的區域，經過多次會勘後，國防部決定在原日治時期台東商港的興建處，也就是現今海岸山脈末端與猴子山之間興建一座大型的空軍基地，並在1969年（民國58年）11月以“神鷹計劃”作為計畫代號來開始規劃訓練基地整備計劃。
空軍基地工程於1970年（民國59年）2月正式動工，於隔年，1971年（民國60年）8月16日完工啟用，並由蔣中正親自為基地命名為「志航」；該命名由來為紀念抗戰期間殉國的中華民國空軍上校高志航，後由國民政府追贈空軍少將官階。1979年（民國68年），志航基地進行擴建工程。

## 單位沿革
- 1971年（民國60年）8月16日，志航基地在落成後即成立空軍第十二基地勤務大隊，為即將進駐的空軍飛行部隊進行機場整備。[5]
- 1972年（民國61年）4月1日，志航基地成立部隊訓練中心。[5]
- 1972年（民國61年）11月1日，原空軍第二戰術戰鬥機聯隊第四四部訓隊進駐志航基地，並展開飛行訓練。[5]
- 1978年（民國67年）1月16日，部訓中心改組整編為「空軍臺東指揮部」，因應未來作戰需要。[5]
- 1978年（民國67年）11月1日，擴大整編為「空軍第七三七戰術戰鬥機聯隊」。下轄3個大隊分別是第七戰術戰鬥機大隊（再細分第四四SQ、四五SQ、四六SQ三個作戰中隊）、第七修護補給大隊、第七基地勤務大隊及醫務中隊。分別負責飛行作戰、後勤修護補給、基地設施勤務等任務。[5]
- 1984年（民國73年），第四六中隊接手臺南空軍第一戰術戰鬥機聯隊「炸射班」任務，除了專精訓練外，還成為假想敵中隊，負責模擬中國人民解放軍空軍戰術。
- 1988年（民國77年）7月1日，增編戰術訓練中心，下轄第四六中隊及空儀組（ACMI）。[6][5]
- 1998年（民國87年）7月1日，空軍第七三七戰術戰鬥機聯隊本部改隸「空軍教育訓練暨準則發展司令部」。[2][5]
- 2005年（民國94年）7月1日，空軍第七三七戰術戰鬥機聯隊改隸屬「空軍總司令部」,而「戰術訓練中心」改隸屬「教育訓練暨準則發展司令部」，第四六中隊改隸第737戰術戰鬥機聯隊。[2][6][5]
- 2012年（民國101年）7月1日，空軍「戰術訓練中心」與空軍「測評戰研中心」併編[7]。
- 2012年（民國101年）年底，第四六中隊裁撤，併入位於臺中的空軍「測評戰研中心」[8]。
- 2023年12月，空軍第七飛行訓練聯隊改制為「空軍第七戰術戰鬥機聯隊」。

## 操作機種沿革
- 1972年（民國61年）「空軍部隊訓練中心」使用T-33、F-86（軍刀機）。[5]
- 1977年（民國66年）7月汰除F-86（軍刀機），換裝自桃園基地（第401戰術戰鬥機聯隊）及臺南基地（第443戰術戰鬥機聯隊）汰除之F-5A、F-5B（自由鬥士）。[5]
- 1980年（民國69年）第46中隊人員，赴嘉義基地（第455戰術戰鬥機聯隊）自強中隊接收F-5E戰鬥機換裝訓練。[5]
- 1981年（民國70年）1月換裝F-5E（虎II式）。[5]
- 1981年（民國70年）11月換裝F-5F。[5]
- 1982年（民國71年）由於第46中隊換裝F-5E/F甫畢，隨著第44中隊以及第45中隊也開始實施F-5E/F的換裝訓練。自其餘聯隊所汰除之F-5E/F陸續抵達志航基地，而原有志航基地汰除的50多架F-5A/B並未移走，導致當時志航基地大停機坪上，停放了近百架F-5系列戰鬥機，直到當年夏季末，F-5A/B移駐新落成啟用的花蓮基地（第828戰術戰鬥機聯隊）[5]。
- 2021年（民國110年）12月兩架T-BE5A高級教練機飛抵志航基地，開始進行常駐。

### 志航基地歷代戰鬥機

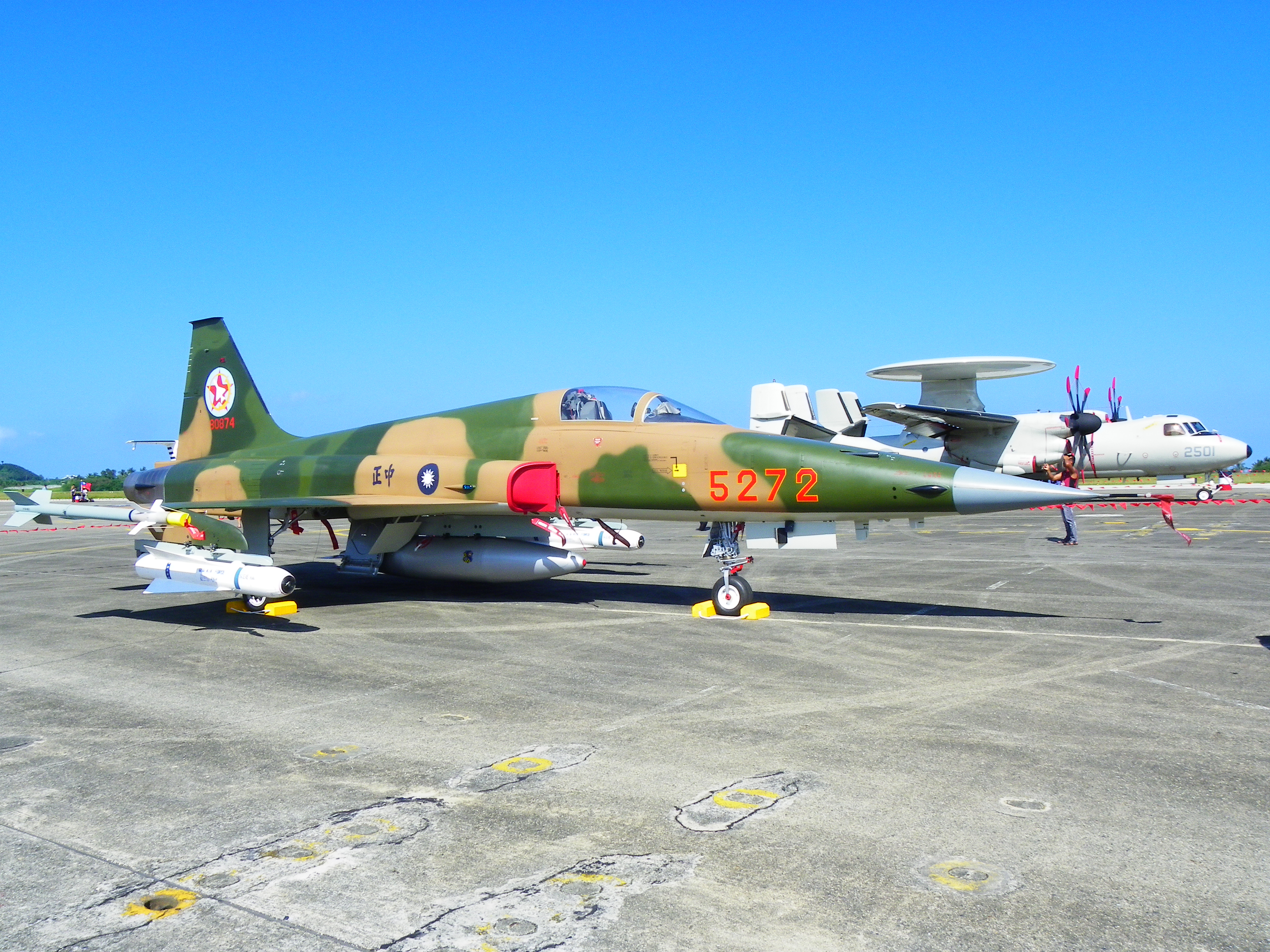
志航基地一架第七飛行訓練聯隊第46中隊的F-5E

- F-86軍刀戰鬥機（1972年～1977年）
- F-5自由鬥士戰鬥機（1977年～1982年）
- F-5E/F虎Ⅱ式戰鬥機（1982年～2024年[9]）
- T-BE5A高級教練機（2021年～）

## 建安計畫
建安計劃與位在花蓮的佳山計劃同為民國70年代中華民國國防部所實施的東部空軍基地地下化國防政策。

## 設施
- 管理單位：中華民國空軍
- 駐紮單位：空軍第七飛行訓練聯隊（原第737戰術戰鬥機聯隊）
- 機場跑道：長11,055呎（3370公尺）[11]

## 資料來源
1. ↑  . Mapping.com. 2015年8月13日  [2015-08-13]. （原始内容存档于2016-02-09） （英语）.
2. 1 2 3 4  陳賢義. . 自由時報. 2014-07-28  [2015-08-13]. （原始内容存档于2019-04-13） （中文（臺灣））.
3. 1 2 3 4  富豐社區. . 行政院農業委員會水土保持局. 2012-12-07  [2015-08-13] （中文（臺灣））.[永久]
4. ↑  . 文化部臺灣社區通.   [2015-08-13]. （原始内容存档于2020-12-21） （中文（臺灣））.
5. 1 2 3 4 5 6 7 8 9 10 11 12 13 14  . 中華民國空軍司令部. 2014-04-03  [2015-08-13]. （原始内容存档于2016-05-03） （中文（臺灣））.
6. 1 2  王志堅. . NOWnews 今日新聞. 2012-06-10  [2015-08-13]. （原始内容存档于2016-10-22） （中文（臺灣））.
7. ↑  空軍教育訓練暨準則發展指揮部. . 空軍教育訓練暨準則發展指揮部. 2019-01-07  [2020-09-07]. （原始内容存档于2020-04-06） （中文（臺灣））.
8. ↑  記者呂炯昌. . NOWnews 今日新聞. 2019年3月14日  [2020-09-07]. （原始内容存档于2020-12-20） （中文（臺灣））.
9. ↑  . Yahoo News. 2023-08-01  [2023-08-12]. （原始内容存档于2023-08-12） （中文（臺灣））.
10. ↑  . 榮民工程股份有限公司.   [2015-08-13]. （原始内容存档于2016-03-04） （中文（臺灣））.
11. ↑  {鍾堅、張延廷. . 臺灣: 五南出版社. 2007-01-01. ISBN 9571144916.

## 外部連結
（繁體中文）中華民國空軍司令部官方網站